# 夸爾茲山
85°56′S 132°50′W / 85.933°S 132.833°W
夸爾茲山（英語：Quartz Hills）是南極洲的山丘，位於瑪麗伯德地，處於科羅拉多冰川以南，根據美國地質調查局的測量和美國海軍的空中照片被繪入地圖，以地質學家命名。